# Tiro esportivo nos Jogos Pan-Americanos de 1959
As competições de tiro esportivo nos Jogos Pan-Americanos de 1959 foram realizadas em Chicago, nos Estados Unidos. Vinte e três eventos concederam medalhas, sendo todos masculinos.

## Medalhistas
Masculino
| Evento                                                         | Ouro                              | Prata                               | Bronze                              |
| -------------------------------------------------------------- | --------------------------------- | ----------------------------------- | ----------------------------------- |
| Tiro rápido 25 m detalhes                                      | David Cartes USA Estados Unidos   | Aubrey Smith USA Estados Unidos     | Guillermo Cornejo PER Peru          |
| Pistola 50 m detalhes                                          | Nelson Lincoln USA Estados Unidos | Tomás Cabañas CUB Cuba              | Roy Sutherland USA Estados Unidos   |
| Pistola de fogo central 25 m detalhes                          | Aubrey Smith USA Estados Unidos   | Oscar Cervo ARG Argentina           | Garfield McMahon CAN Canadá         |
| Carabina três posições 50 m detalhes                           | Daniel Puckel USA Estados Unidos  | Gerald Ouellette CAN Canadá         | Gary Anderson USA Estados Unidos    |
| Carabina deitado 50 m detalhes                                 | Arthur Cook CAN Canadá            | Ernesto Montemayor MEX México       | Lita Baldwin PER Peru               |
| Carabina ajoelhado 50 m detalhes                               | James Carter USA Estados Unidos   | Daniel Puckel USA Estados Unidos    | Gearld Ouellette CAN Canadá         |
| Carabina de pé 50 m detalhes                                   | James Carter USA Estados Unidos   | Daniel Puckel USA Estados Unidos    | Gearld Ouellette CAN Canadá         |
| Carabina de alto poder três posições 50 m detalhes             | Daniel Puckel USA Estados Unidos  | Tommy Pool USA Estados Unidos       | Jorge di Giandomenico ARG Argentina |
| Carabina de alto poder deitado 50 m detalhes                   | Daniel Puckel USA Estados Unidos  | Tommy Pool USA Estados Unidos       | Clark White CAN Canadá              |
| Carabina de alto poder ajoelhado 50 m detalhes                 | Daniel Puckel USA Estados Unidos  | Tommy Pool USA Estados Unidos       | Jorge di Giandomenico ARG Argentina |
| Carabina de alto poder de pé 50 m detalhes                     | Daniel Puckel USA Estados Unidos  | Jorge di Giandomenico ARG Argentina | Tommy Pool USA Estados Unidos       |
| Carabina livre três posições 50 m detalhes                     | Gearld Ouellette CAN Canadá       | Verle Wright USA Estados Unidos     | Clark White CAN Canadá              |
| Skeet detalhes                                                 | Gilberto Navarro CHI Chile        | Juan García VEN Venezuela           | Bernard Hartman CAN Canadá          |
| Tiro rápido 25 m por equipes detalhes                          | USA Estados Unidos                | PER Peru                            | ARG Argentina                       |
| Pistola 50 m por equipes detalhes                              | USA Estados Unidos                | ARG Argentina                       | MEX México                          |
| Pistola de fogo central 25 m por equipes detalhes              | USA Estados Unidos                | VEN Venezuela                       | PUR Porto Rico                      |
| Carabina três posições 50 m por equipes detalhes               | USA Estados Unidos                | ARG Argentina                       | CAN Canadá                          |
| Carabina deitado 50 m por equipes detalhes                     | USA Estados Unidos                | PER Peru                            | CAN Canadá                          |
| Carabina de pé 50 m por equipes detalhes                       | USA Estados Unidos                | ARG Argentina                       | CAN Canadá                          |
| Carabina livre três posições 50 m por equipes detalhes         | CAN Canadá                        | USA Estados Unidos                  | MEX México                          |
| Carabina de alto poder três posições 50 m por equipes detalhes | USA Estados Unidos                | ARG Argentina                       | PER Peru                            |
| Carabina de alto poder ajoelhado 50 m por equipes detalhes     | USA Estados Unidos                | ARG Argentina                       | CAN Canadá                          |
| Skeet por equipes detalhes                                     | USA Estados Unidos                | VEN Venezuela                       | CUB Cuba                            |

## Quadro de medalhas
| Ordem | País               | Medalha de ouro | Medalha de prata | Medalha de bronze |    |
| ----- | ------------------ | --------------- | ---------------- | ----------------- | -- |
| 1     | USA Estados Unidos | 20              | 8                | 3                 | 31 |
| 2     | CAN Canadá         | 2               | 1                | 11                | 14 |
| 3     | CHI Chile          | 1               |                  |                   | 1  |
| 4     | ARG Argentina      |                 | 7                | 3                 | 10 |
| 5     | VEN Venezuela      |                 | 3                |                   | 3  |
| 6     | PER Peru           |                 | 2                | 3                 | 5  |
| 7     | MEX México         |                 | 1                | 1                 | 2  |
| 8     | CUB Cuba           |                 | 1                | 1                 | 2  |
| 9     | PUR Porto Rico     |                 |                  | 1                 | 1  |
| TOTAL | TOTAL              | 23              | 23               | 23                | 69 |

## Ligação externa
- Jogos Pan-Americanos de 1959